# Saltara
Saltara település Olaszországban, Marche régióban, Pesaro és Urbino megyében. Lakosainak száma 6966 fő (2017. január 1.). Saltara Montemaggiore al Metauro, Serrungarina és Cartoceto községekkel határos.

## Népesség
A település lakossága az elmúlt években az alábbi módon változott:

| 2017 | 6 966 |